# Dynastie Giray
La dynastie Giray (Tatar de Crimée: Geraylar, كرايلر
) est une dynastie d'origine genghiside/turque qui a régné sur le Khanat de Crimée depuis sa formation en 1427, jusqu'à sa chute en 1783. La dynastie a également régné sur les khanats de Kazan et Astrakhan entre 1521 et 1550. En dehors de la dynastie royale des Giray, il y a aussi une branche collatérale, les Choban Giray (Çoban Geraylar).
Avant d'atteindre l'âge de la majorité, les jeunes Giray vivaient auprès des nobles circassiens, où ils étaient instruits dans l'art de la guerre. Les khans des Giray sont élus par d'autres Tatars de Crimée, appelé myrzas (mırzalar). Ils élisent également le dauphin, appelé le qalgha. Ultérieurement, le sultan ottoman a obtenu le droit d'installer et de déposer les khans à sa volonté.

## Au cours de la suzeraineté ottomane
Selon certains savants, les Giray étaient considérés comme la deuxième famille de l'Empire ottoman après la dynastie Ottomane: «Si Rome et Byzance représentaient deux des trois traditions internationales de légitimité impériale, le sang de Genghis Khan était le troisième... Si jamais les Ottomans s'éteignaient, il était entendu que les Giray leur succéderaient " (Sebag Montefiore. Prince of Princes: The Life of Potemkin. London, 2000). 
Lors du XVe et au début du XVIe siècle, le Khan des Giray, a été la main droite de l'empereur ottoman, et supérieur au Grand vizir, dans la loi de l'empire ottoman. Après la rébellion de Semiz Mehmed Giray, le sultan rétrograde le Khan de Crimée au niveau du Grand Vizir. Les Giray ont également été des souverains de leur propre royaume. Ils pouvaient frapper des pièces de monnaie, faire la loi par décret, et avaient leur propre tughras.

### Alliances

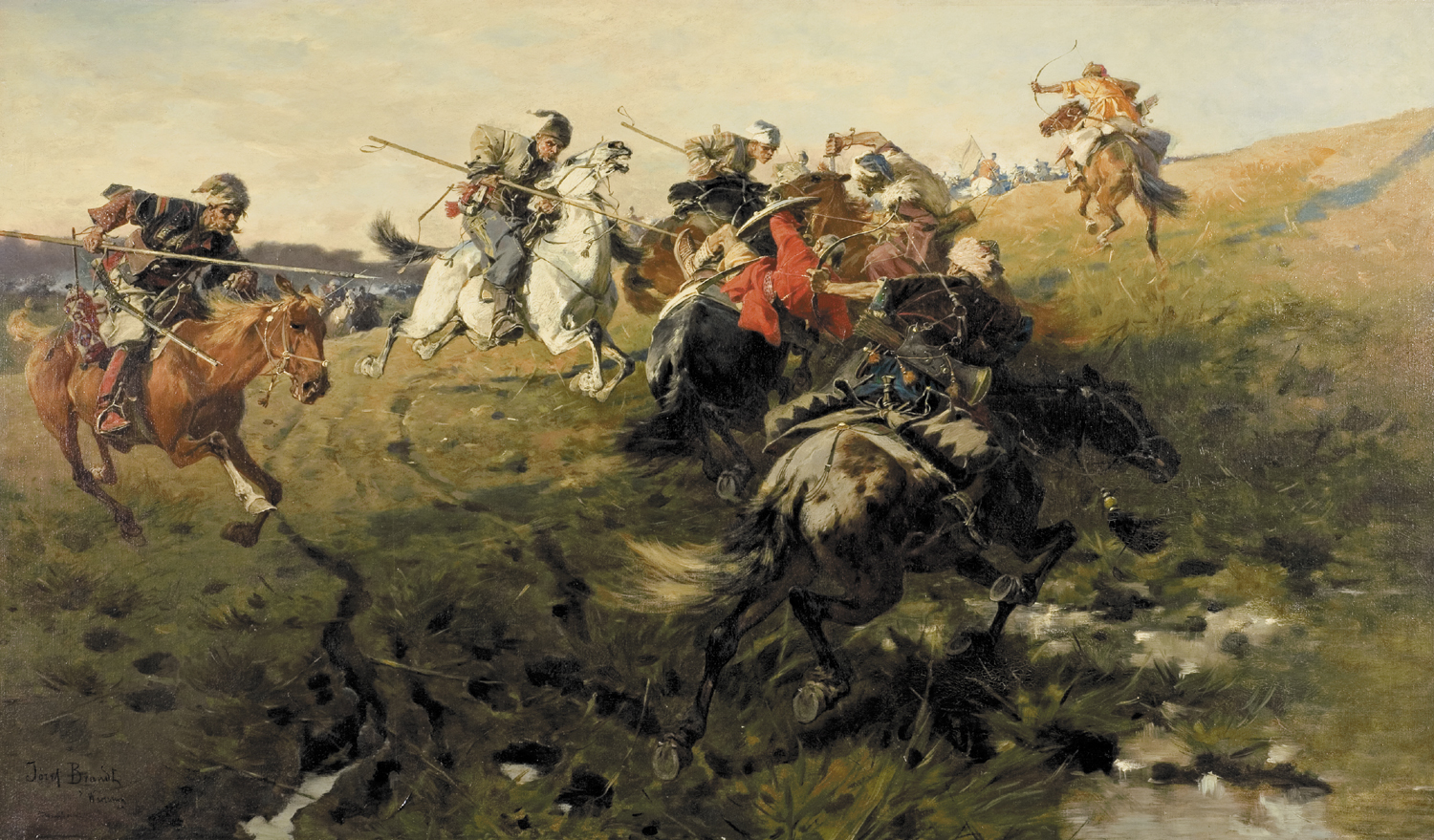
Les Tatars de Crimée combattant des Cosaques

Le Khanat de Crimée a également conclu des alliances avec les Polonais-Lituaniens, et la Moldavie. L'aide du Khan Islâm III Giray au cours du Soulèvement de Khmelnytsky en 1648 à grandement contribué aux succès militaires des Cosaques.

## Chute
Après l'annexion par la Russie impériale en 1783 du khanat de Crimée, le dernier khan Shahin II Giray est resté nominalement au pouvoir jusqu'en 1787, quand il s'est réfugié dans l'Empire Ottoman, et a été exécuté à Rhodes.
D'autres Giray ont été autorisés par les autorités russes à résider dans leur palais de Bakhtchyssaraï. Le jeune fils de Selim III, Qattı Giray, a été converti par les missionnaires au protestantisme et a épousé une Écossaise, Anne Neilson.

## Après la chute
Depuis l'annexion du khanat, la plupart des Giray ont vécu en Turquie. Certains d'entre eux, cependant, ont vécu dans d'autres pays. Les petits-fils et filles du dernier Khan de Crimée, Shahin II Giray, vivaient dans Bursa et Istanbul[citation nécessaire].